# Château-sur-Allier

Château-sur-Allier este o comună în departamentul Allier din centrul Franței. În 1 ianuarie 2022 avea o populație de 163 de locuitori.